# Schiller Róbert
A tudomány annak nem kell, akinek nem magyaráztuk el, hogy mi a tudomány.
Schiller Róbert (Budapest, 1935. március 26. –) fizikai kémikus, címzetes egyetemi tanár, a kémiai tudományok doktora, az MTA Energiatudományi Kutatóközpont nyugalmazott tudományos tanácsadója.

## Tudományos munkássága
Elsősorban kutató tudós, szakterületén a sugárzások kémiai hatásaival, a folyadékokban végbemenő elektrontranszporttal foglalkozik, valamint az elektrokémia és a fotokémiai kinetika területén végez kutatásokat.
- Sugárkémia: felesleg elektronok, elektron szolvatáció,
- Transzport folyamatok, fluktuációk,
- Elektrokémia: fotoelektrokémia, korrózió,
- Ismeretterjesztés: a természettudományok és humaniorák határterületei,

## Művei
- Radiation Chemistry Proceedings of the Fourth Tihany Symposium, Hedvig Péter - Schiller Róbert szerkesztők, Akadémiai Kiadó, Budapest, 1977. ISBN 9630512599
- Modern statisztikus mechanika vegyészeknek, társszerző Baranyai András, Akadémiai Kiadó, Budapest 2003. ISBN 9789630579933
- Egy kultúra között, Typotex Kiadó, Budapest, 2004. ISBN 978-963-9548-11-4
- Hidrogén az elemek királya, (A kémia születése, az energetika jövője), Typotex Kiadó, Budapest, 2013. ISBN 978-963-2793-16-0,

## Tagságai
- Magyar Nukleáris Társaság

## Díjak
- Wigner Jenő-díj, 2001.
- Az év ismeretterjesztő tudósa cím, 2012.[1]Ettől az időponttól kezdve nevét a 196005 Robertschiller nevű kisbolygó őrzi.